# 10925 Ванту
10925 Ванту (10925 Ventoux) — астероїд головного поясу, відкритий 28 січня 1998 року.
Тіссеранів параметр щодо Юпітера — 3,401.